# 陈小华 (广东湛江)
陈小华（？—）男，籍贯不详，广东省湛江市赤坎区清厕队队长，第十二届全国人民代表大会代表。

## 简历
2003年前后，陈小华从部队转业，到环卫处工作。后来出任湛江市赤坎区清厕队队长。2013年，陈小华当选第十二届全国人民代表大会代表，为了参加大会，陈小华花了一个月的工资购买了一套西装。